# Prefektura Ehime

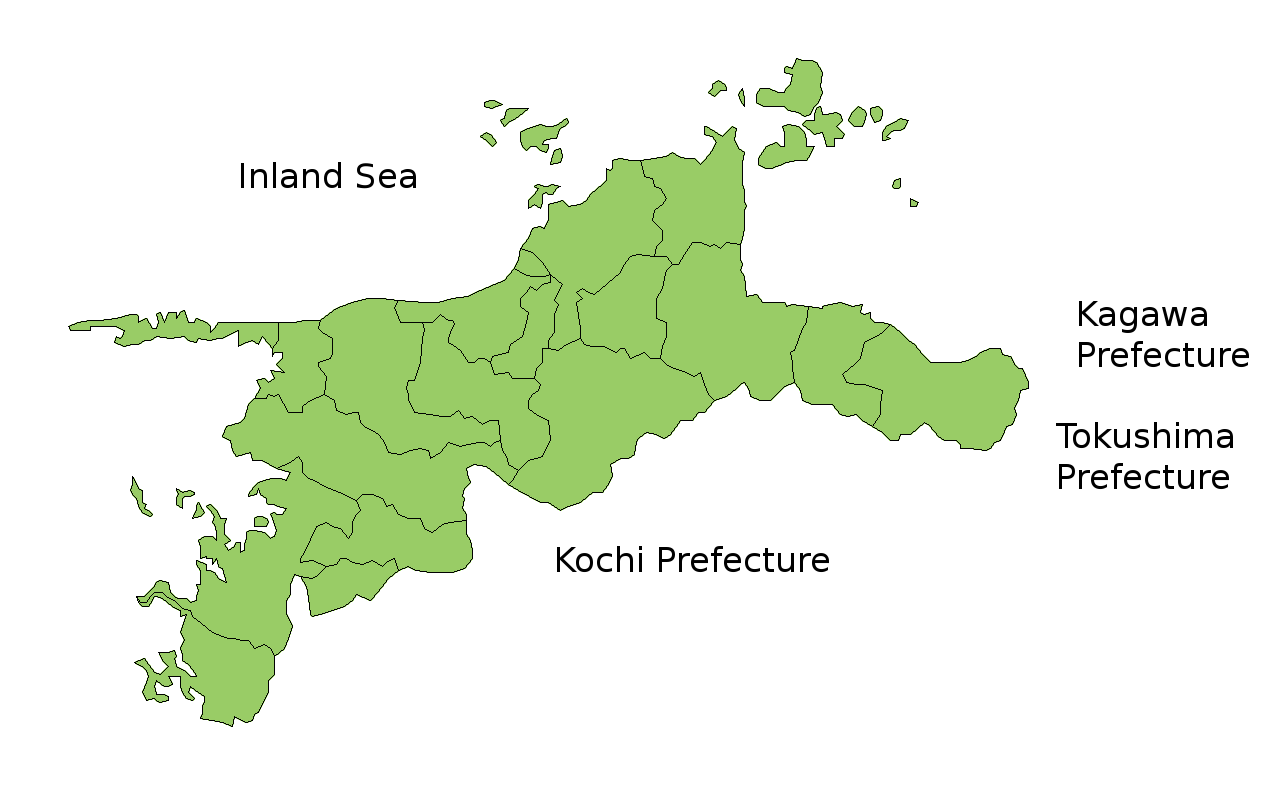
Mapa prefektury Ehime

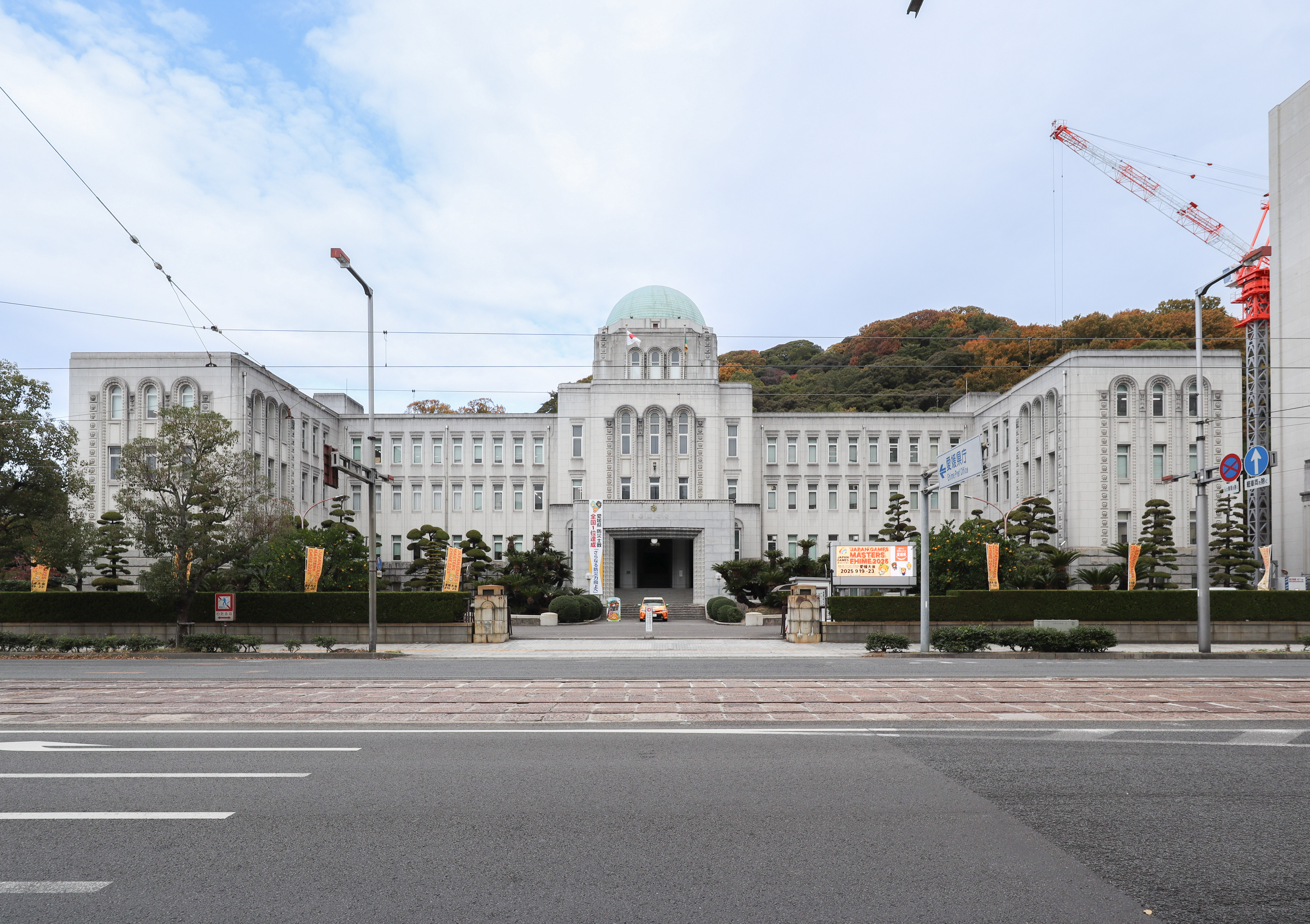
Vládní budova prefektury Ehime

Prefektura Ehime (japonsky: 愛媛県, Ehime-ken) je jednou ze 47 prefektur Japonska. Nachází se na severozápadě ostrova Šikoku. Hlavním městem je Macujama. Funkci guvernéra zastává od roku 2010 Tokihiro Nakamura. Zvířecími symboly prefektury jsou vydra říční, červenka japonská a pražman japonský.

## Geografie
K prefektuře patří také ostrovy ve Vnitřním moři, z nichž největší je Ómišima. Išizuči je s 1982 metry nejvyšší horou západního Japonska. Sedm procent území prefektury zaujímají národní parky.

### Města
V prefektuře Ehime je 11 velkých měst (市, ši):
| - Ijo (伊予) - Imabari (今治) - Jawatahama (八幡浜) - Macujama (松山, hlavní město) - Niihama (新居浜) - Ózu (大洲) - Saidžó (西条) - Seijo (西予) - Šikokučúó (四国中央) - Tóon (東温) - Uwadžima (宇和島) |

## Historie
Původně se na území prefektury nacházela provincie Ijo. V roce 1888 se od ní oddělila prefektura Kagawa. Název Ehime pochází z kroniky Kodžiki a znamená „krásná princezna“.

## Hospodářství
Typickými produkty Ehime jsou ryby a citrusové plody. Od sedmnáctého do dvacátého století se zde těžily měděné rudy. V Imabari sídlí největší japonská loděnice. Na území prefektury se také nacházejí nejstarší japonské lázně Dógo Onsen.

## Kultura
Rodákem z Ehime je nositel Nobelovy ceny za literaturu Kenzaburó Óe. V roce 1949 byla v Macujamě založena univerzita. Ve městě Uwadžima se koná každoročně v červenci festival s býčími zápasy a maskovaným průvodem.